# Massacre (Dominica)
Massacre è un centro abitato della Dominica, nella parrocchia di Saint Paul.

## Il toponimo
Deve il suo nome al fatto che nel 1674, nel luogo ove oggi sorge il villaggio, soldati inglesi e francesi, guidati dal governatore inglese di Antigua, Phillip Warner, uccisero premeditatamente un gruppo di kalinago.
Alla guida degli indigeni c'era Thomas Warner, detto Caribe Warner o Indian Warner, che di Phillip era il fratellastro per parte di padre, mentre la madre era caribe. Indian dopo la morte del padre aveva sposato la causa del popolo materno e stava cercando di rendere Dominica un'isola riservata ai caribe. La sua uccisione da parte del fratellastro fu il segnale per l'inizio del massacro.
Saranno i francesi, qualche tempo dopo, a dare il nome di Massacre al villaggio.